# Torii Kiyonobu II
Torii Kiyonobu II est un nom japonais traditionnel ; le nom de famille (ou le nom d'école), Torii Kiyonobu II., précède donc le prénom (ou le nom d'artiste).
Torii Kiyonobu II. (鳥居 清信), début du XVIIIe siècle, fin du XVIIIe siècle, est un dessinateur d'estampes sur bois et peintre japonais du style ukiyo-e. Il appartient à la deuxième génération de l'école Torii.

## Biographie
L'identité de Kiyonobus II. n'est pas claire. On ne sait par exemple s'il est un fils ou un fils adopté de Torii Kiyonobu mais on peut dire en revanche de quel nom il signe avant de lui succéder. La recherche reconnaît toutes les estampes signées Kiyonobu II publiées après le retrait en 1725 de Kiyonobus I. de la vie artistique. Comme le changement de génération du premier au second Kiyonobu n'apparaît sur aucune impression connue et ne peut être déterminé par aucune différence stylistique dans les signatures ou les sceaux utilisés, les estampes réalisées dans les années 1720 peuvent aussi bien être de la main de Kiyonobu I. ou de celle de Kiyonobu II. Par ailleurs, les premières reconstitutions au début du XIXe siècle de la liste des membres de l'école Torii, qui reposent jusqu'alors essentiellement sur quelques inscriptions ambiguës sur des tombes, permet d'identifier plusieurs artistes qio signent du nom  Kiyonobu (II.) jusqu'en 1760. 
Ces travaux historiques indiquent que Kiyonobu II est actif dans les années 1726-1760. Il dessine quelque 300 portraits d’acteurs pour une vingtaine d'éditeurs et des scènes de kabuki au format hosoban ainsi que dans une douzaine d'autres formats. Il existe aussi quelques feuilles avec des « belles femmes » (bijin-ga), quelques impressions shunga, au moins une représentation d'animaux (kacho-e), une estampe faisant appel à la perspective à l'occidentale (uki-e) qui met en scène une délégation coréenne et trois séries composées chacune de huit estampes de vues de la ville d'Edo présentées sous le nom « impressions de boîte de couture » (haribako-e). On connaît également les illustrations de onze livres, dont une en collaboration avec Torii Kiyomitsu I, le directeur de l'école à la troisième génération. Également conservée est une tablette votive à taille humaine pour le temple Saidai dans la préfecture de Nara, forme qu'incarne l'acteur Ichikawa Ebizō II. dans un rôle d'une pièce kabuki. 
Jusqu'au début des années 1740 les impressions sont réalisées à la main en noir et blanc puis apparaissent les Benizuri-e, impressions bicolores avec du rose et du vert. Avec Kiyomasu II,  Kiyonobu II est regardé comme un des artistes de premier plan de la deuxième génération Torii, même si ses tirages ne possèdent pas la même aura que ceux de son prédécesseur, Kiyonobu I. Les dessins d'une facture de moindre qualité réalisés pour les impressions bicolores dans les années suivantes, peuvent indiquer que plusieurs artistes utilisent le nom « Kiyonobu II. ». Ce peut être également un indice que les graveurs sur bois de l'époque doivent encore se familiariser avec les possibilités techniques et artistiques des nouvelles impressions multicolores.